# Masahiro Tanaka
;*Major League Baseball
- Nippon Professional Baseball

Masahiro Tanaka (田中 将大?, Tanaka Masahiro; Itami, 1º novembre 1988) è un giocatore di baseball giapponese, lanciatore partente per i Tohoku Rakuten Golden Eagles della Nippon Professional Baseball.

## Gli inizi
Tanaka nacque a Itami, nella prefettura di Hyōgo, in Giappone. Iniziò a giocare a baseball in prima elementare come ricevitore per una squadra della Little League, suo compagno di squadra fu l'interbase Hayato Sakamoto, anche lui futuro giocatore professionista. Mentre frequentava le scuole medie Tanaka cominciò a essere impiegato come lanciatore, alternando questo ruolo a quello di ricevitore, già da lui praticato fin dagli inizi.

## Nippon Professional Baseball (NPB)

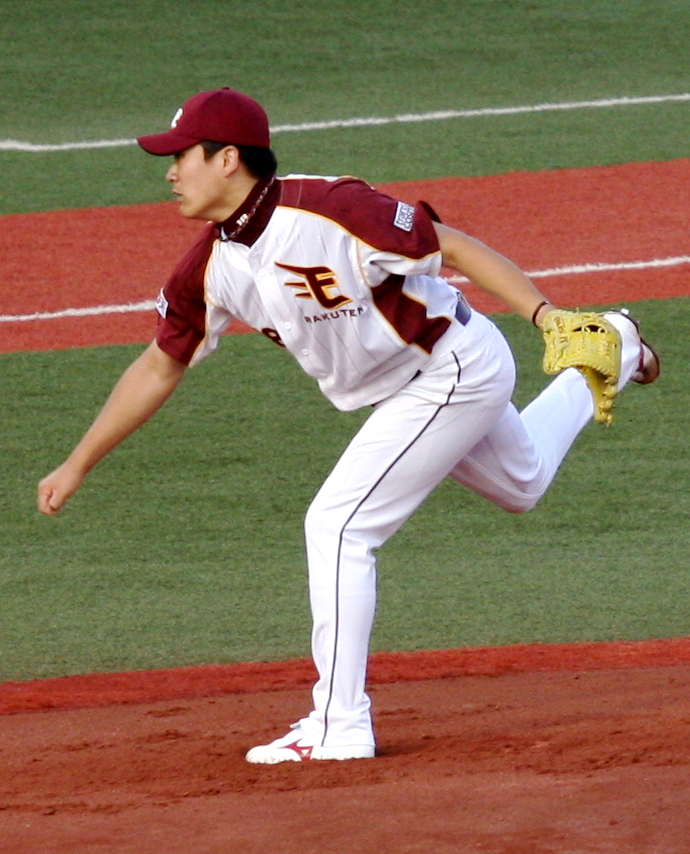
Tanaka con i Rakuten Eagles nel 2007

Tanaka fu scelto dai Tohoku Rakuten Golden Eagles al primo round del draft 2006. Debuttò nella NPB il 29 marzo 2007 contro i Fukuoka SoftBank Hawks. Tra il 2012 e il 2013, vinse 26 partite consecutive segnando un nuovo record in NPB.

## In Major League (MLB)
Tanaka fu svincolato dagli Eagles al termine della stagione 2013, per la volontà del giocatore di approdare in una squadra americana, accettò quindi il 22 gennaio 2014 un contratto di 7 anni e 155 milioni di dollari offerto dai New York Yankees; il quinto contratto più costoso nella storia della MLB mai stipulato per un lanciatore. Debuttò nella MLB il 4 aprile 2014, al Rogers Centre di Toronto, contro i Toronto Blue Jays.

### Ritorno in Giappone
Il 28 gennaio 2021, Tanaka firmò un contratto biennale dal valore complessivo di 900 milioni di yen (circa 8.6 milioni di dollari) con i Tohoku Rakuten Golden Eagles della Nippon Professional Baseball. L'accordo è il più alto mai stipulato nella storia della NPB. 

## Palmarès

### Major League Baseball
- MLB All-Star: 1

2014

### Club
- Japan Series: 1

Tohoku Rakuten Golden Eagles: 2013

### Individuale
- MVP della Pacific League: 1

2013
- Rookie dell'anno della Pacific League - 2007
- NPB All-Star: 6

2007–2009, 2011-2013
- Guanti d'oro NPB: 3

2011–2013
- Eiji Sawamura Award. 2

2011, 2013
- Miglior lanciatore della Pacific League: 2

2011, 2013
- Leader della Pacific League in vittorie: 2

2011, 2013

### Nazionale
- World Baseball Classic:  Medaglia d'Oro

Team Giappone: 2009
- World Baseball Classic:  Medaglia di Bronzo

Team Giappone: 2013
- Giochi Olimpici:  Medaglia d'Oro

Team Giappone: 2020